# Lạc Cảnh Đại Nam Văn Hiến

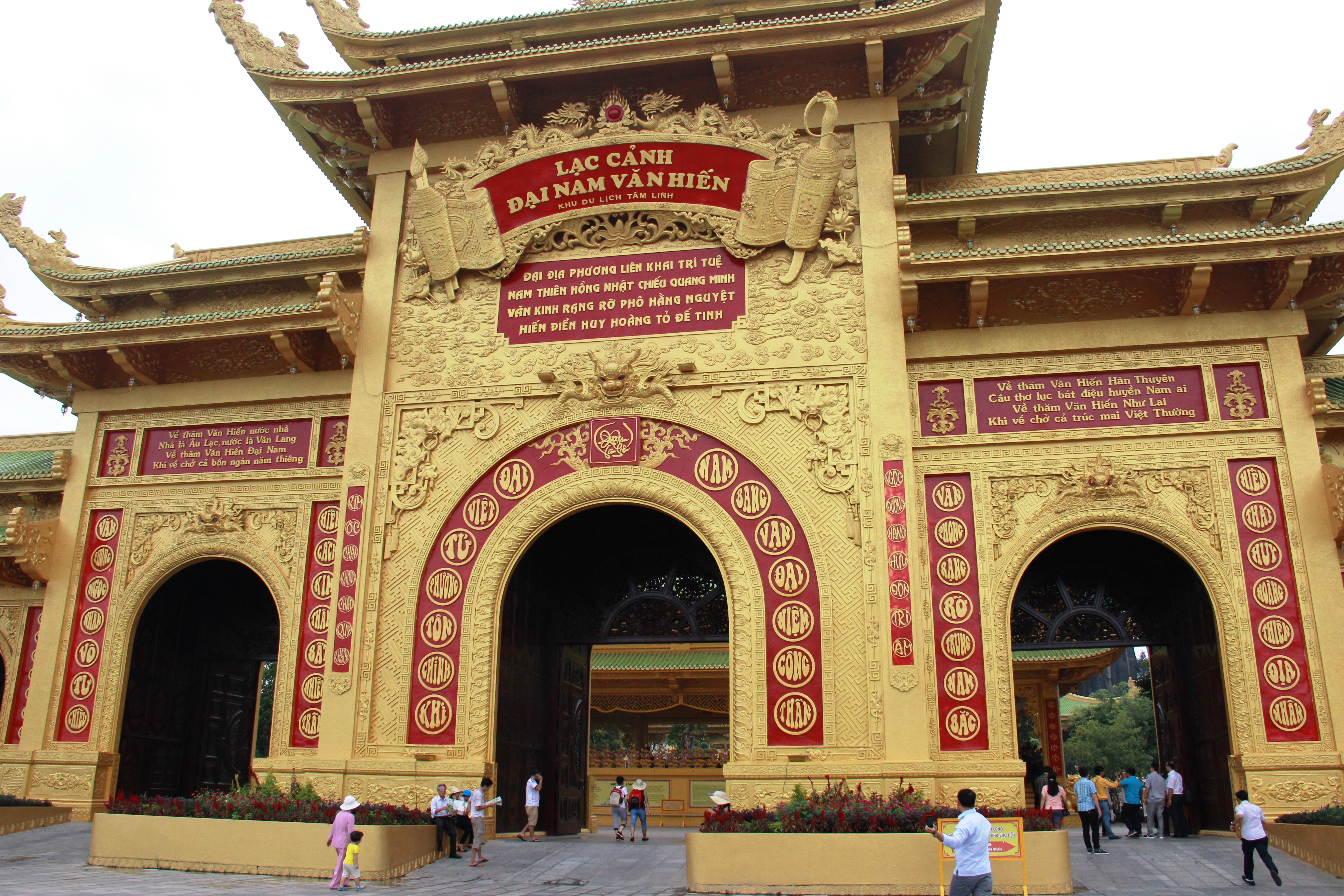
Cổng chào của khu du lịch Đại Nam

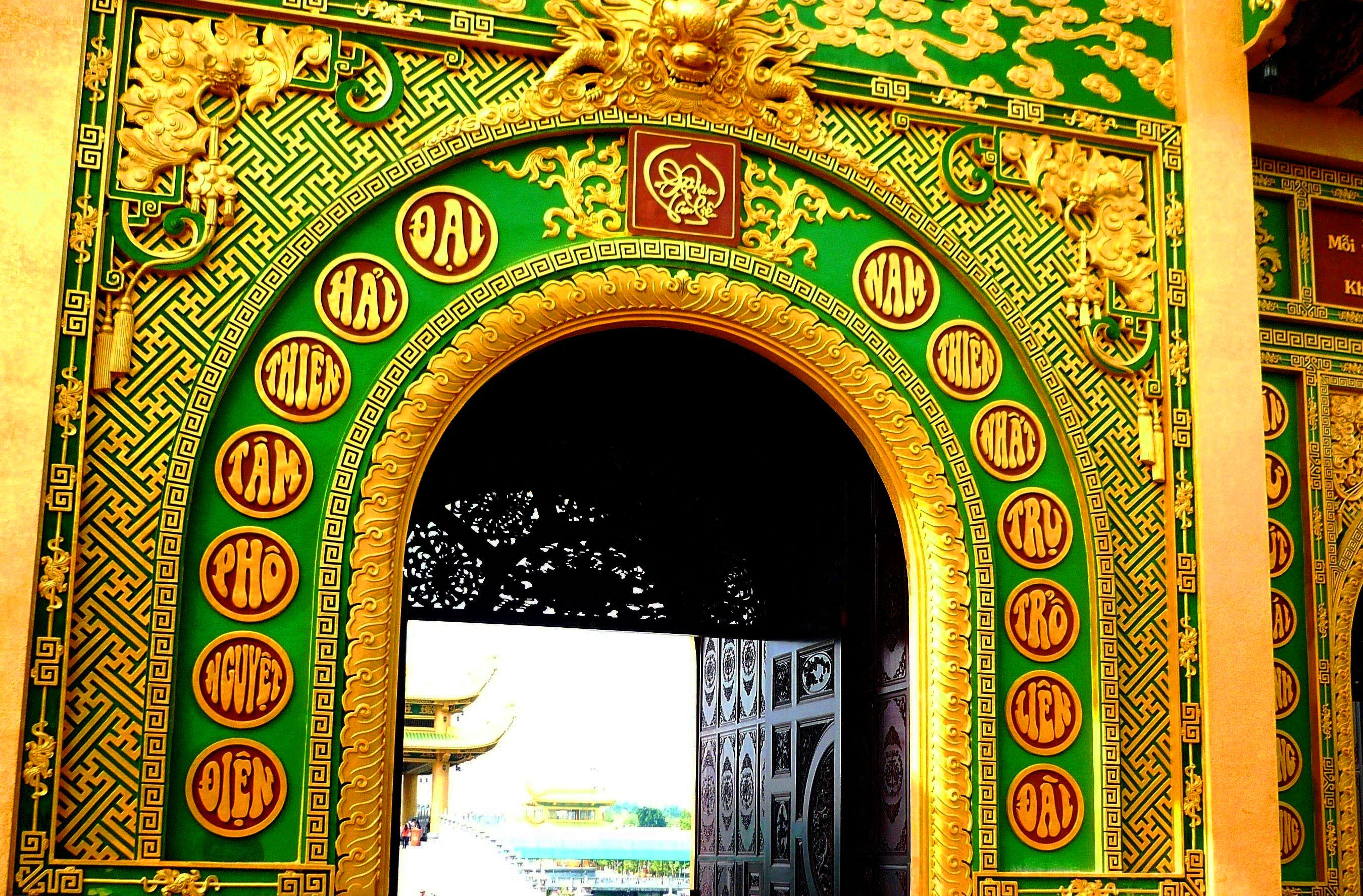
Cổng Thanh Vân

Lạc cảnh Đại Nam Văn Hiến (hay còn gọi là Đại Nam Du lịch thần tiên, tên giao dịch: Công ty Cổ Phần Đại Nam, tên quốc tế: ĐAI NAM JOINT STOCK CORPORATION, viết tắt: ĐAI NAM CORP) là một khu du lịch tọa lạc tại phường Hiệp An, thành phố Hồ Chí Minh, Việt Nam. Đây là công trình du lịch quy mô lớn được xây dựng từ năm 1999 với tổng kinh phí khoảng 6.000 tỷ đồng và sau đó bắt đầu mở cửa đón du khách từ ngày 11 tháng 9 năm 2008 đến nay.
Với tổng diện tích giai đoạn 1 là 261ha, giai đoạn 2 là 450ha, Lạc cảnh Đại Nam Văn Hiến có đủ cả biển, hồ, sông, núi và các tường thành, trong đó điểm nhấn quan trọng nhất là đền thờ Đại Nam hay còn gọi là Kim Điện và dãy núi Bảo Sơn. Ngoài ra, tại khu du lịch còn có nhiều hạng mục quan trọng khác như vườn thú mở, biển nhân tạo và khu vui chơi giải trí. Chủ nhân của khu du lịch này hiện là ông Huỳnh Uy Dũng và bà Nguyễn Phương Hằng.

## Điểm du lịch

### Kim Điện

#### Cổng Thanh Vân
Cổng Thanh Vân được xây dựng bằng chất liệu gỗ hoàn toàn từ trong ra ngoài. Trước cổng Thanh Vân là bến xe điện và nhà rường kiểu Huế ở cả hai bên được lợp bằng ngói lưu li xanh. Sau cổng Tam Quan này là dãy hành lang miêu tả 54 dân tộc Việt Nam trải dài cập theo cổng Tam Quan. Từ cổng chính vào, qua cầu Ngọc Bích và Hồ Ngọc Bích thì sẽ đến cổng chính của Đại Nam Quốc Tự. Khuôn viên chùa rộng khoảng 5.000m², cầu thang đi lên có 9 bậc tam cấp.

#### Kim Điện
Kim Điện là một công trình được xây dựng dựa theo kiến trúc Việt cổ có diện tích 5.000m² với chất liệu chính là gỗ, đá và mạ vàng. Tuy nhiên có nhiều ý kiến cho rằng công trình mang nét lai căn Trung Hoa và có ít đặc điểm kiến trúc Việt.
Chính điện gồm ba tầng thờ tượng Đức Phật Tổ, vua Hùng Vương và vua Trần Nhân Tông, hai bên là tượng của chủ tịch Hồ Chí Minh, danh tướng Trần Hưng Đạo và Mẹ Âu Cơ đều được mạ vàng. Bên dưới có bảng thờ 54 dân tộc và hơn 2.000 dòng họ Việt Nam. Các cánh cửa đền được khắc những câu chuyện lịch sử và dân gian của đất nước. Hai bên hông ngoài đền thờ là hai bức tượng Thánh Gióng và danh tướng Lý Thường Kiệt cưỡi ngựa mạ vàng. Tuy nhiên ban đầu khi khai trương công trình chỉ có ba bệ tượng là tượng Phật Tổ, vua Hùng và Hồ Chí Minh.

### Khu vui chơi

#### Dãy núi Bảo Sơn
Dãy núi Bảo Sơn gồm 5 ngọn núi liên hoàn cao 65.8m, rộng 250m, được đánh giá là ngọn núi nhân tạo cao nhất Việt Nam. Bên trong dãy Bảo Sơn là công trình Việt Nam thu nhỏ và các vị Bồ Tát, Phật Di Lặc,v.v.. Bao quanh dãy Bảo Sơn là con rồng vàng dài bao bọc cùng dòng Bảo Định Giang.

#### Biển Đại Nam
Biển Đại Nam được xây dựng trên diện tích gần 22 ha, tổng diện tích mặt nước 20.000m², chiều dài bờ biển 1,4 km. Đây được xem là biển nhân tạo lớn nhất Việt Nam. Biển có các bãi tắm, hệ thống tạo sóng nhân tạo có thể làm ra những con sóng cao 1,6m.

#### Vườn thú Đại Nam
Vườn thú Đại Nam là vườn thú mở đầu tiên ở Việt Nam. Vườn thú có khuôn viên rộng 12,5 hécta, bao gồm 100 loài động vật như: sư tử trắng, tê giác trắng, hổ trắng, v.v..

## Tạm ngừng hoạt động
Từ 8 tháng 9 đến 28 tháng 10 năm 2014, tỉnh Bình Dương đã ban hành 12 văn bản trong 4 ngày gửi tới Công ty cổ phần Đại Nam, liên quan tới việc thu hồi quyền sử dụng 61,4ha đất ở của công ty. UBND tỉnh Bình Dương khẳng định không hề thu hồi đất khu công nghiệp Sóng Thần 3 mà chỉ thu hồi sổ đỏ cấp sai; còn ông Dũng nói thực chất đó là quyết định thu hồi đất và đòi Bình Dương bồi thường 1.800 tỷ đồng.
Để đáp lại, ông Huỳnh Uy Dũng đã có tuyên bố sẽ đóng cửa Khu du lịch Đại Nam. Ngày 3 tháng 11 năm 2014, trong văn bản thông báo do Tổng giám đốc công ty Nguyễn Hữu Phước ký nêu rõ: từ 10 tháng 11 đến hết ngày 31 tháng 12 năm 2014, Khu du lịch Lạc cảnh Đại Nam Văn Hiến sẽ tạm ngừng hoạt động. Vào ngày 7 tháng 11 năm 2014, Công ty cổ phần Đại Nam vừa ra thông báo dời lại ngày tạm đóng cửa tới hết ngày 19 tháng 11.
Ông Dũng cũng cho biết ông quyết định đóng cửa khu du lịch Đại Nam và dần dần sẽ là các hoạt động khác của Công ty Đại Nam, để chờ đợi chỉ đạo giải quyết của Thủ tướng Chính phủ.

## Tình trạng tài chính Công ty cổ phần Đại Nam
Trong năm 2019, Công ty cổ phần Đại Nam lỗ sau thuế 154 tỷ đồng. Trung bình mỗi ngày, doanh nghiệp lỗ 422 triệu đồng.

## Thư viện ảnh

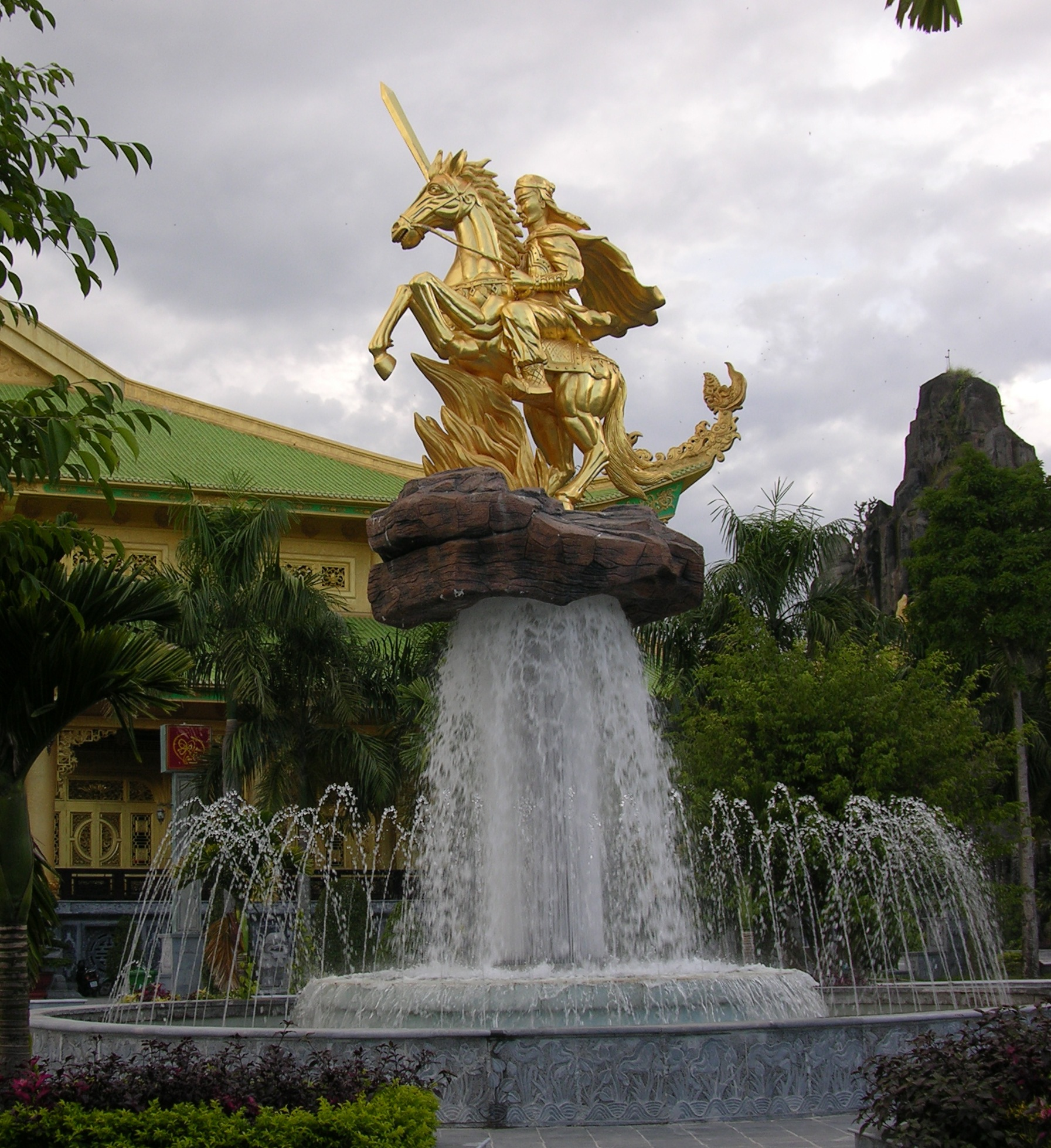
Tượng Lý Thường Kiệt
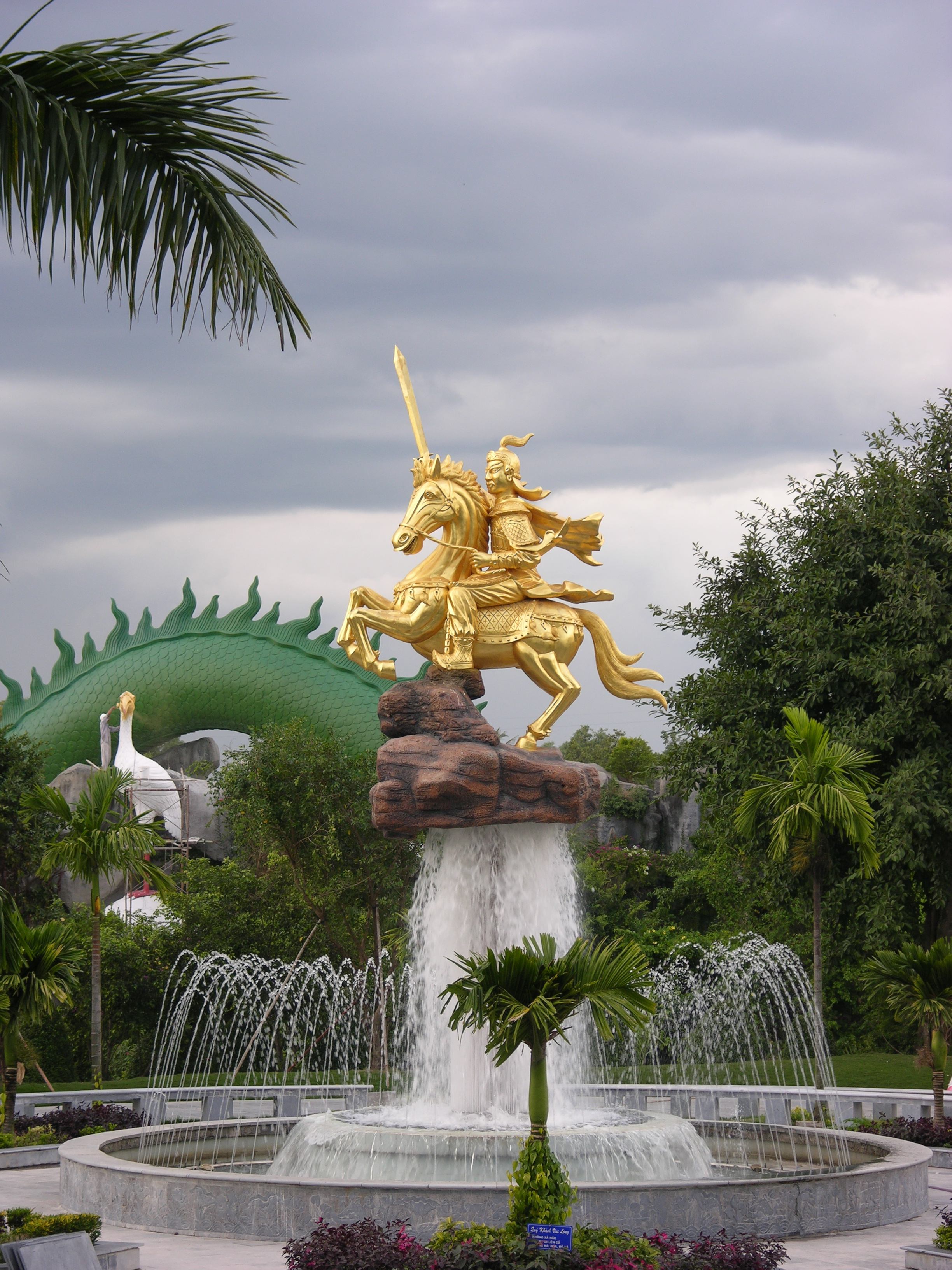
Tượng Thánh Gióng
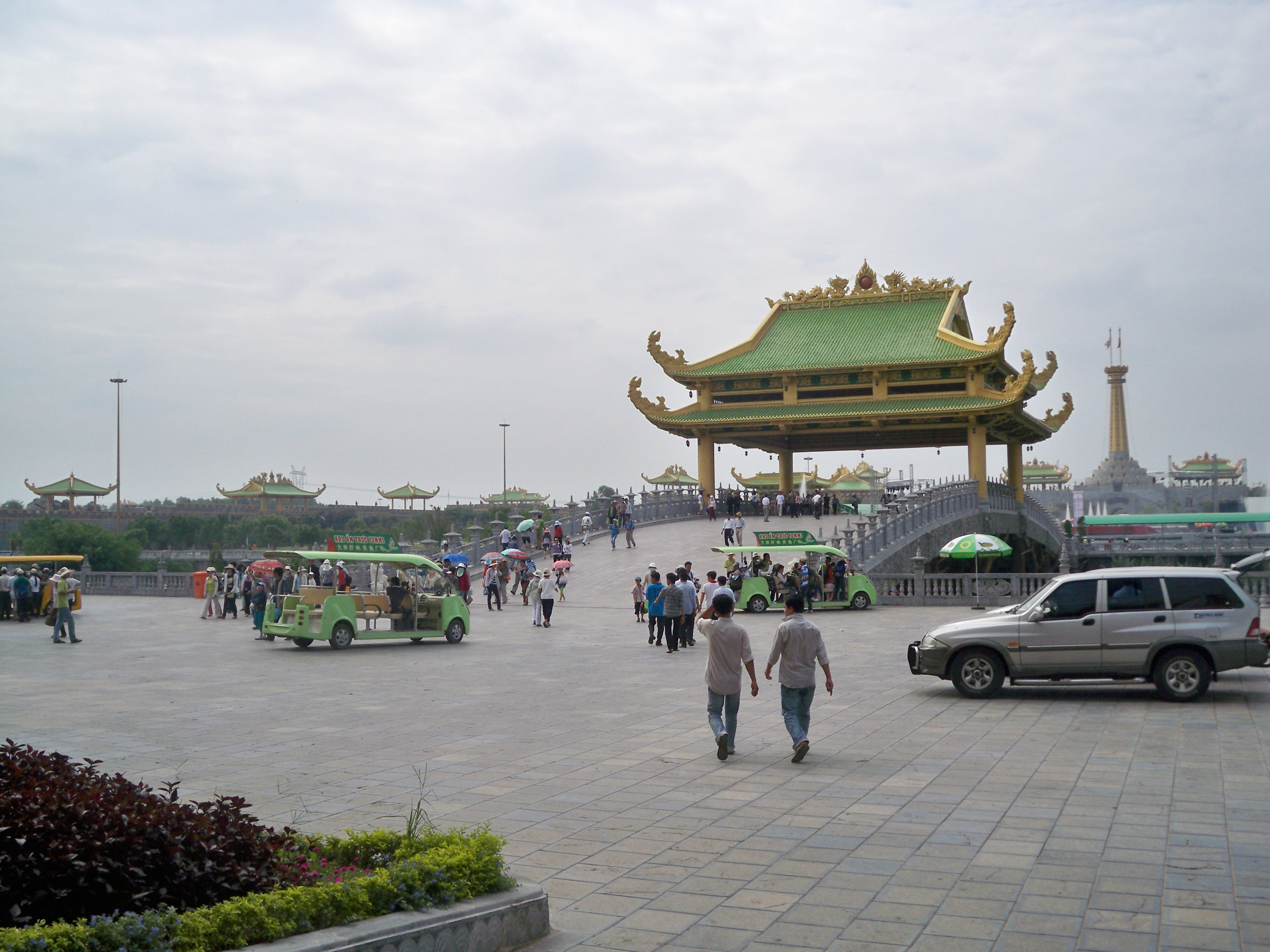
Quảng trường lớn nhất
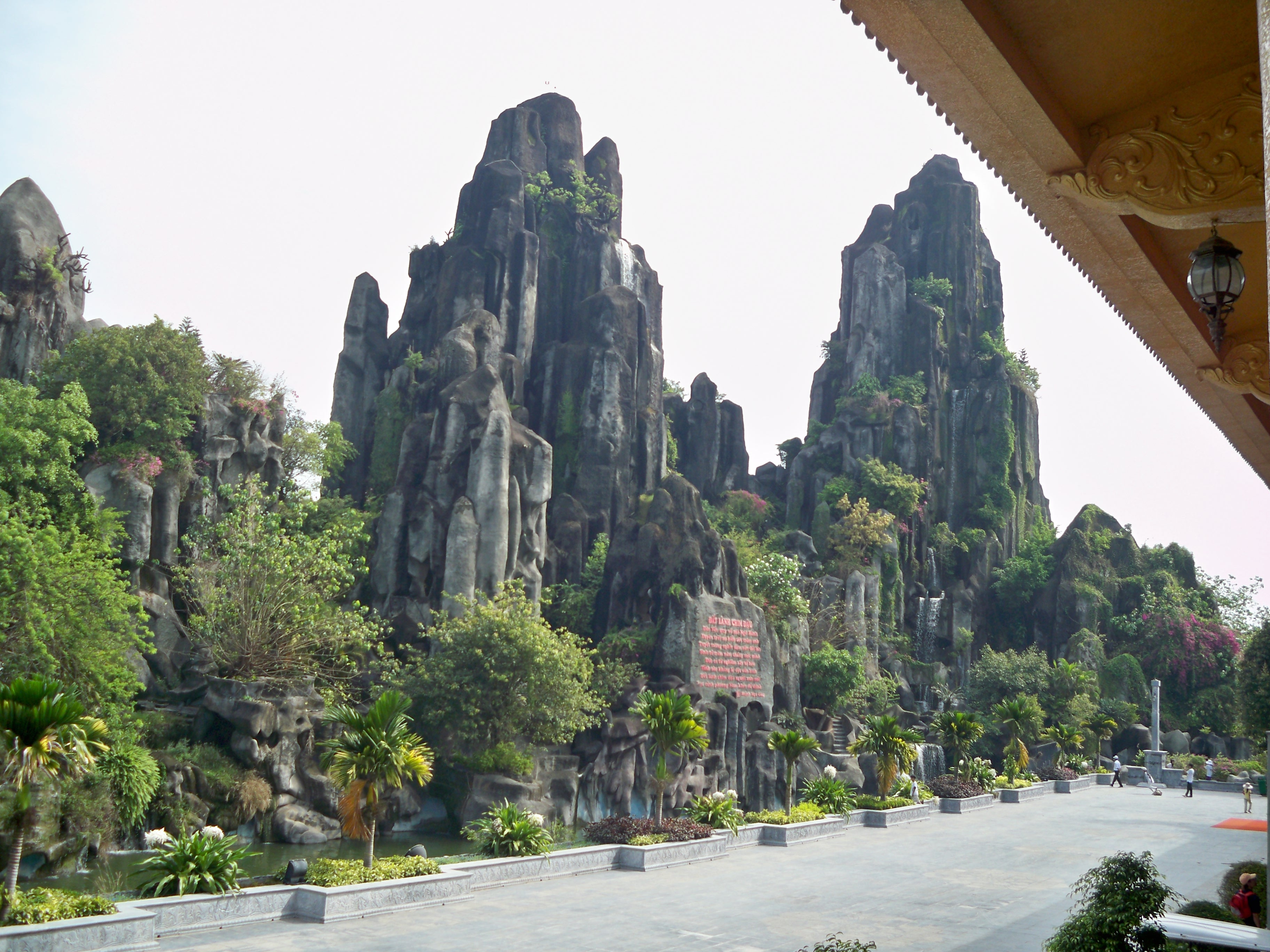
Ngũ Hành Sơn nhân tạo
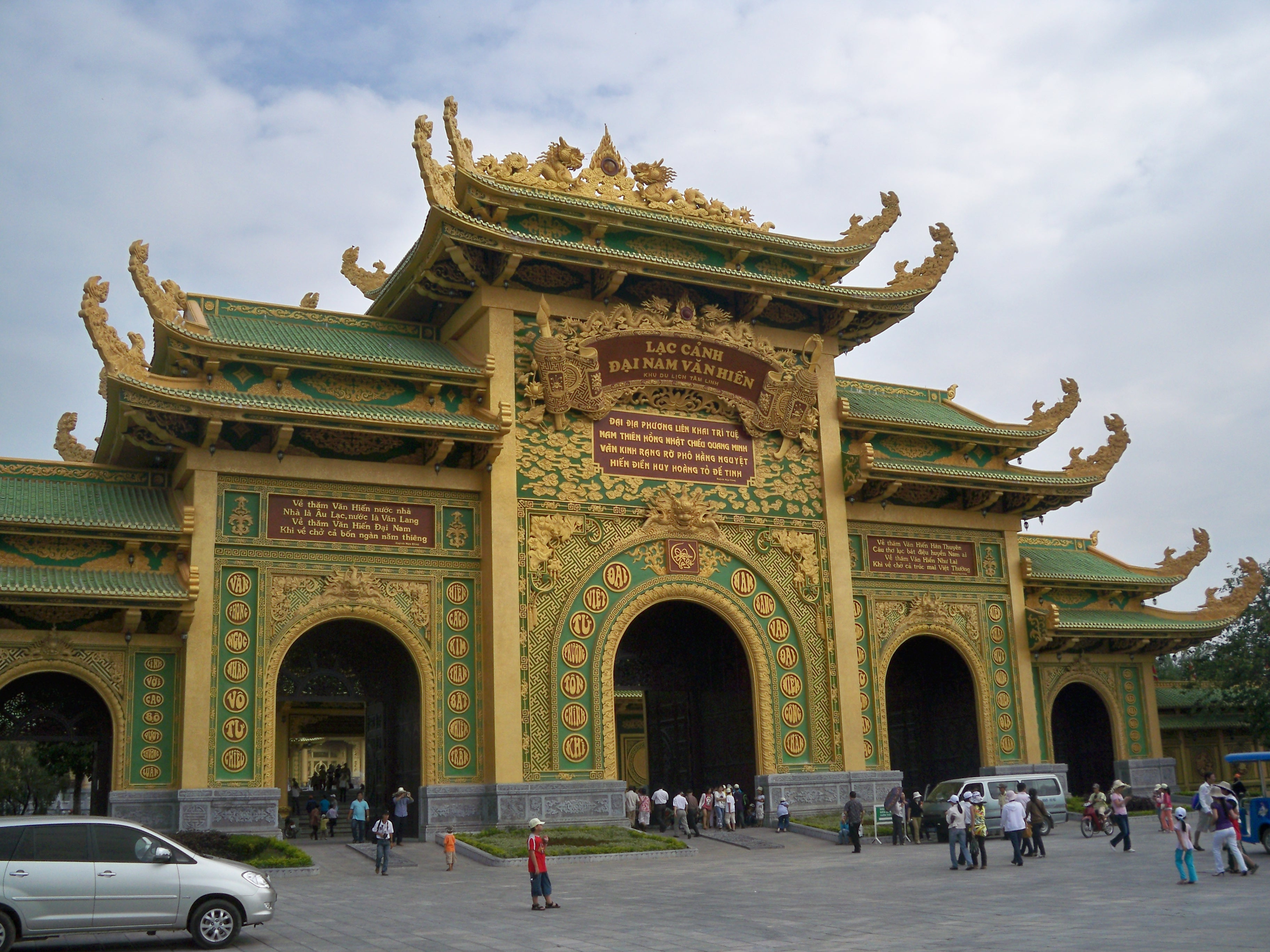
Cổng Thanh Vân
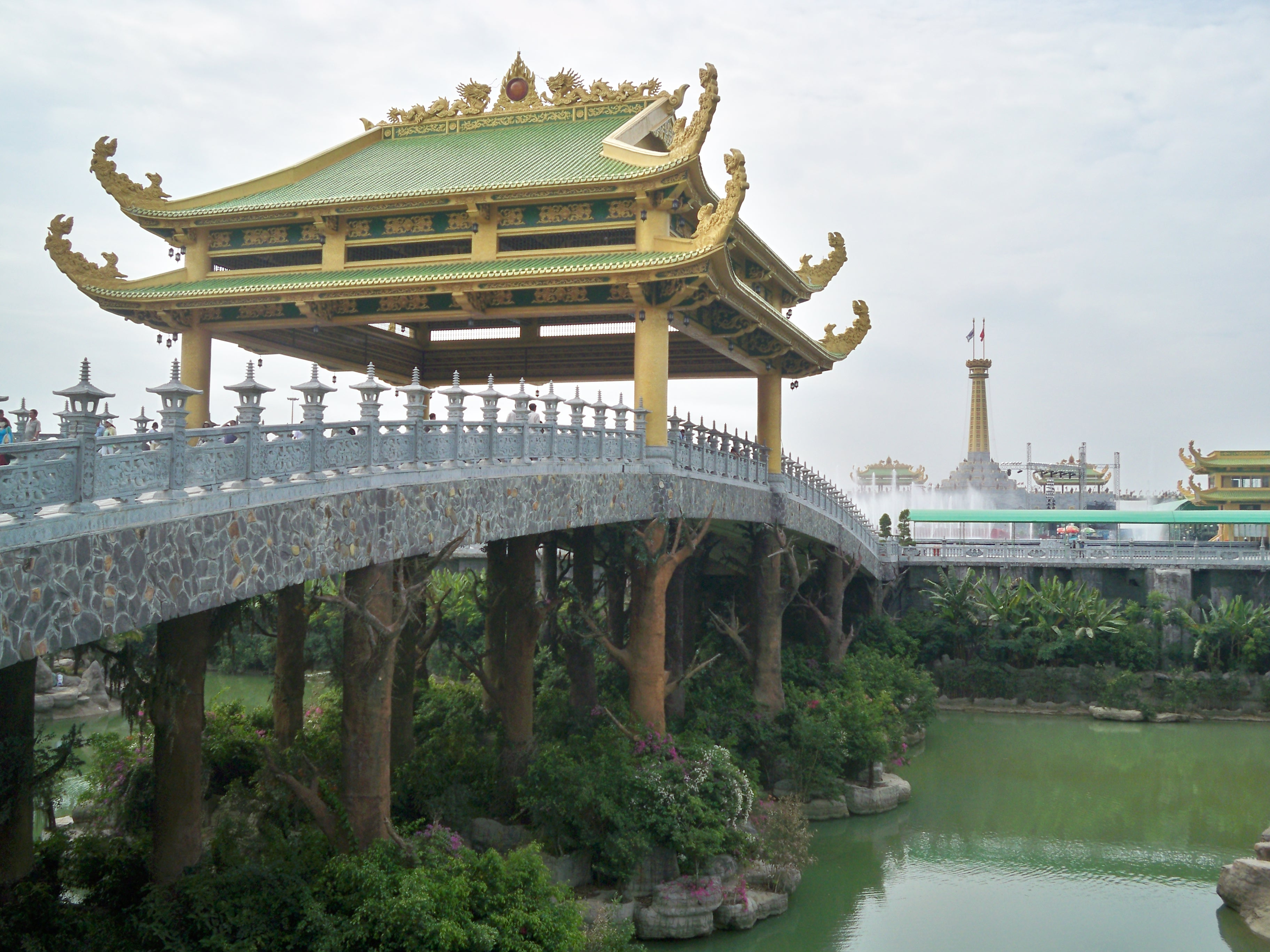
Cầu Ngọc Bích
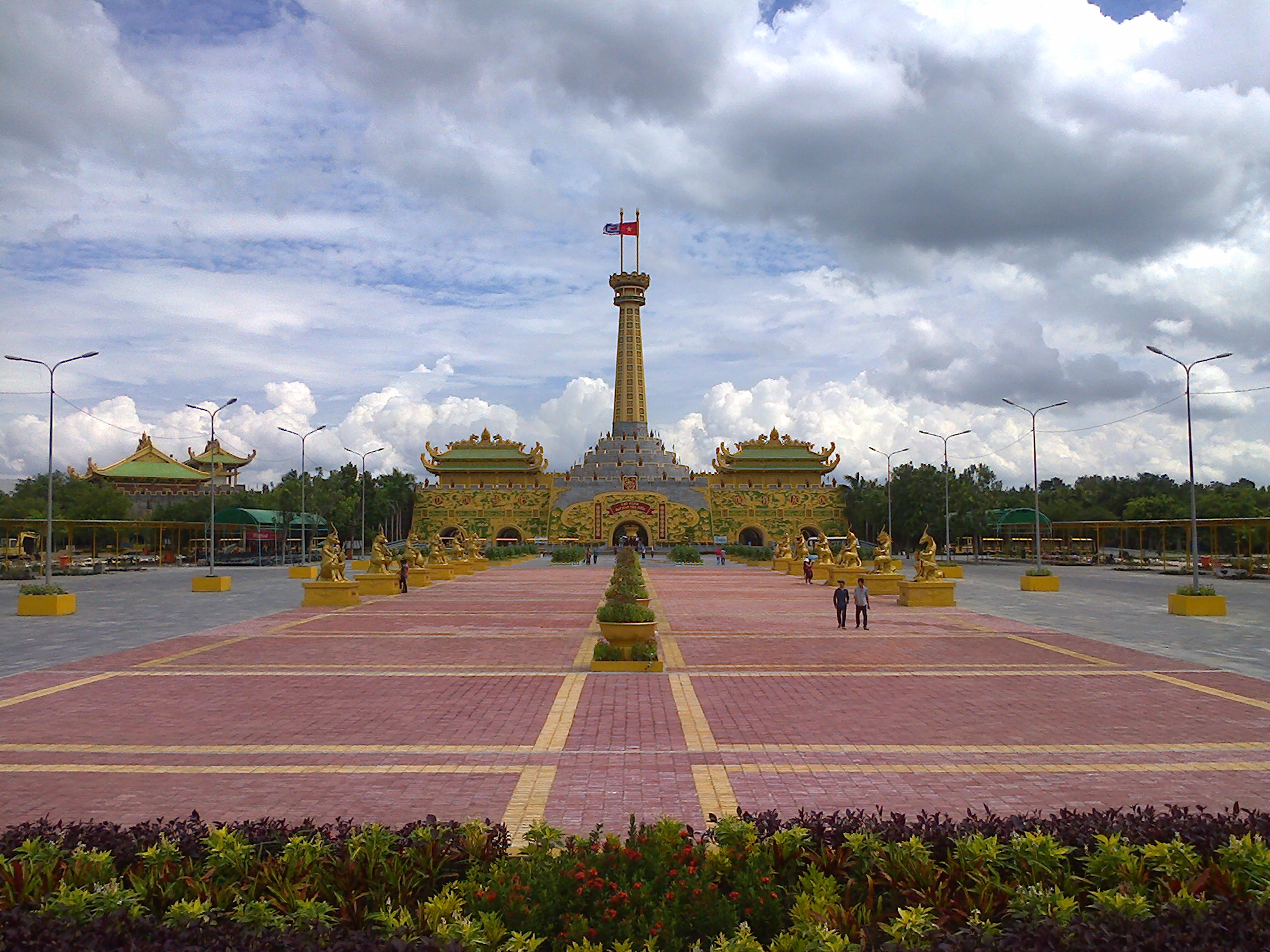
Quảng trường trung tâm